# مدينة الأمير عبد الله بن جلوي الرياضية
ملعب مدينة الأمير عبد الله بن جلوي الرياضية هو ملعبُ كرة قدم يقعُ في الأحساء بالسعودية. يُستخدم هذا الملعب من قِبل جميع أندية الأحساء حاليًا، ويتسعُ الملعب لــ 27 ألف متفرج.

## التاريخ
أُنشئ الملعب عام 1983 ثمّ جُدّد عام 2009. يمتازُ الملعب بأرضيّة عُشبيّة بالكامل تُجدّد من حينٍ لآخر.
يُستعمل الملعب من قِبل كل النوادي الناشطة في الأحساء بما في ذلك نادي العدالة الذي ينشطُ في دوري المحترفين ويُعتبر ملعبًا أساسيًا له فضلًا عن كونه الملعب الأساسيَّ أيضًا لفريقي هجر والفتح. في الواقع، يُعتبر الملعب أحد أكثر ملاعب المملكة الذي تُلعب عليه المباريات حيث يُعتبر الملعب معقلًا رئيسيًا للنوادي الثلاث بالإضافة إلى كونه ملعب كل من الجيل، والنجوم، وهجر، والروضة، والعيون، والعمران، والطرف، والشروق، والقارة وهي كلها نوادي تنشرُ في منطقة الأحساء.

## السّعة
يتَّسِعُ الملعب لحوالي 26 ألف متفرج حيث يحتوي على 350 مقعدًا مخصصًا لرجال الأعمال و50 مقعدًا للإعلام ومثلها لكبار الشخصيات فضلًا عن	150	مقعدًا للعامّة.

## مباريات مهمّة
لم تُقم على أرضيّة ملعب الأمير عبد الله بن جلوي مباريات مهمّة على غِرار نهائيات بطولة أو كأس أو شيء من هذا القبيل على اعتبار أنّ معظم نوادي الأحساء تنشطُ في درجات أقل باستثناء نادي العدالة الذي صعدَ دوري المحترفين عام 2019 بعدما أنهى دوري الدرجة الأولى موسم 2018–19 في المركز الثالث ونادي الفتح.
شهد الملعب مباراة مهمّة نوعًا ما في الأول من آذار/مارس 2018 حينما نجحَ نادي الفتح في إسقاط نظيرهِ الفيحاء بالدوري السعودي للمحترفين بثلاثة أهداف مقابل هدفين ضمن مباريات الجولة الـ 22 وهو ما مكّن الفتح من رفعِ رصيده من النقاط إلى 29 معزّرًا موقعه في المركز السادس.
أُقيمت على الملعب كذلك عدّة مباريات على غِرار المنافسة المحتدمة بين الفتح والعدالة، أو أحدِ هذه الفرق التي تُمثل منطقة الأحساء في دوري المحترفين مع فريقٍ آخر يُمثل منطقة أخرى ضمنَ منافسات الدوري.